# Centrale nucleare di Dounreay
La centrale nucleare di Dounreay è un impianto di produzione elettrica britannico situato presso Dounreay, nelle Highland, in Scozia, in un ex aeroporto militare.
L'impianto è composto da due reattori FBR da 245MW di potenza netta, chiusi nel 1994.